# Sykes-Picot-aftalen
Sykes-Picot-aftalen var en hemmelig aftale indgået i 1916 mellem Frankrig, Storbritannien og Rusland. Den handlede om, hvorledes det Osmanniske rige skulle opdeles efter 1. verdenskrig. Aftalen fik navn efter sir Mark Sykes, en britisk underretningsofficer, og den franske diplomat Francois Georges-Picot.

## Offentliggørelsen
Aftalen offentliggjordes ikke, før bolsjevikkerne åbnede de zarrussiske arkiver. Afsløringen af indholdet publiceredes først i Izvestija og Pravda den 23. november 1917. Nogle dage senere blev aftaleteksten gengivet i The Manchester Guardian. For de indblandede parter var afsløringen pinlig og vakte tiltagende misstemning mellem parterne og araberne. Araberne var af englænderne blevet lovet (eller i det mindste foregøglet) en selvstændig arabisk statsdannelse, hvis de gjorde oprør mod tyrkerne. Støtte herfor fik de blandt andre af obersten T. E. Lawrence.

## Indholdet
I aftalen tilkendtes Frankrig blandt andet Syrien, Libanon, Kurdistan, det nordlige Irak og Mosul. Rusland skulle overdrages Konstantinopel, de tyrkiske stræder og det osmanniske Armenien. Storbritannien fik området svarende til det senere Jordan, det sydlige Irak samt et mindre område ved Haifa. Af andre arabiske områder, som havde indgået i det sammenfaldne osmanniske rige skulle der dannes en konføderation af arabiske stater. Hvem som skulle få kontrollen over området, omfattende Palæstina, skulle afgøres senere. Aftalen lå til grund for freden i Sèvres, men virkeliggjordes ikke helt. Freden i Lausanne 1923 indebar yderligere rettelser i den oprindelige aftale.
De begivenheder, som skete forud for aftalens indgåelse, og begivenhederne siden hen, har siden været yderst omstridte og danner til dels grundlaget for de senere forhold i Mellemøsten. Parallelt med forhandlingerne med blandt andet arabernes ledere sharif Hussein bin Ali og emiren Faisal foregik der forhandlinger med repræsentanter for zionistbevægelsen Chaim Weizmann om en palæstinensisk stat.